# أوقستي رينو
أوقستي رينو هو سياسي كندي، ولد في 18 أكتوبر 1835 في بوردو في فرنسا، وتوفي في 7 يوليو 1897. حزبياً، نشط في الحزب الليبرالي الكندي. وقد انتخب عضو مجلس العموم الكندي.